# Agrostis trichotoma
Agrostis trichotoma é uma espécie de gramínea do gênero Agrostis, pertencente à família Poaceae.